# Транспорт в Эритрее
Транспорт в Эритрее — транспорт, который включает в себя автомагистрали, аэропорты и морские порты, а также различные виды общественного, автомобильного, морского и воздушного транспорта Эритреи.
Министерство транспорта и связи осуществляет управление транспортной инфраструктурой страны. По состоянию на 24 апреля 2014 года его возглавлял Воленкиль Абрахам

## Ж/Д транспорт
По состоянию на 1999 год в Эритрее было 317 километров железной дороги шириной 950 мм (узкоколейная). Железная дорога связывает Агордат и Асмэру с портом Массауа, однако она не эксплуатировалась с 1978 года, за исключением примерно 5-километрового участка, который был вновь открыт в Массауа в 1994 году. К 2003 году линия была восстановлена от Массауа до Асмэры. Железнодорожного сообщения с соседними странами у Эритреи нет.

## Автомобильные дороги
Система автомобильных дорог Эритреи названа в соответствии с классификацией дорог. Есть три уровня классификации: первичный (P), вторичный (S) и третичный (T). Дорога самого нижнего уровня является третичной и обслуживает местные интересы. Обычно это улучшенные грунтовые дороги, которые иногда имеют твердое покрытие. В сезон дождей эти дороги обычно становятся непроходимыми. Следующая дорога более высокого уровня является второстепенной дорогой и обычно представляет собой однослойную асфальтовую дорогу, которая соединяет районные столицы вместе. Дороги, которые считаются основными, полностью заасфальтированы (по всей своей длине) и, как правило, обеспечивают движение между всеми крупными городами Эритреи.
| Название | Начальный пункт | Средний пункт | Конечный пункт | Тип дороги |
| -------- | --------------- | ------------- | -------------- | ---------- |
| P-1      | Асмэра          | Гинда         | Массауа        | Асфальт    |
| P-2      | Асмэра          | Ади Текелезан | Кэрэн          | Асфальт    |
| P-3      | Асмэра          | Адди-Кэйих    | Сэнафе         | Асфальт    |
| P-4      | Асмэра          | Мэндэфэра     | Мэрэб          | Асфальт    |
| P-5      | Кэрэна          | Барэнту       | Тэссенэй       | Асфальт    |
| P-6      | Массава         | Тиё           | Эссеб          | Гравий     |
| P-7      | Эссеб           |               | Бьюр           | Асфальт    |
| P-8      | Гателай         | Шебах         | Ши Эб          | Асфальт    |
| P-9      | Сережека        |               | Шебах          | Гравий     |

Всего: 4010 км. Из них с твёрдым покрытием: 874 км, без покрытия: 3136 км (оценка 1996 года).

## Морской транспорт
Красное море
- Асэб[5]
- Массауа[6]

### Торговый флот
Всего: 5 судов (валовой вместимостью 1000 тонн (GT) и более) общим дедвейтом 16 069 тонн/19 549 тонн (DWT). Суда по типу: балкер, грузовое судно, газовоз, нефтяной танкер, ролкер (оценка 1999 года)

## Воздушный транспорт
В стране есть три международных аэропорта:международный аэропорт Асмэра, и два других в прибрежных городах, Массауа (международный аэропорт Массауа) и Асэб (международный аэропорт Асэб). По состоянию на март 2007 года аэропорт в Асмэре принимал все международные рейсы в страну, а также являлся основным аэропортом для внутренних рейсов.

## Канатная дорога
Канатная дорога Асмэра-Массауа, построенная Италией в 1930-х годах, соединяла порт Массауа с городом Асмэра. Позже британцы демонтировали её во время своей одиннадцатилетней оккупации после победы над Италией во Второй мировой войне.